# 米爾頓 (喬治亞州)
米爾頓（英語：Milton）是一個位於美國喬治亞州富爾頓縣的城市。

## 地理
米爾頓的座標為33°08′12″N 84°18′41″W / 33.13667°N 84.31139°W，而該地的平均海拔高度為298米（即978英尺）。

## 人口
根據2010年美國人口普查的數據，米爾頓的面積為101.40平方千米，當中陸地面積為99.80平方千米，而水域面積為1.60平方千米。當地共有人口32661人，而人口密度為每平方千米322.1人。